# Erwin Junker

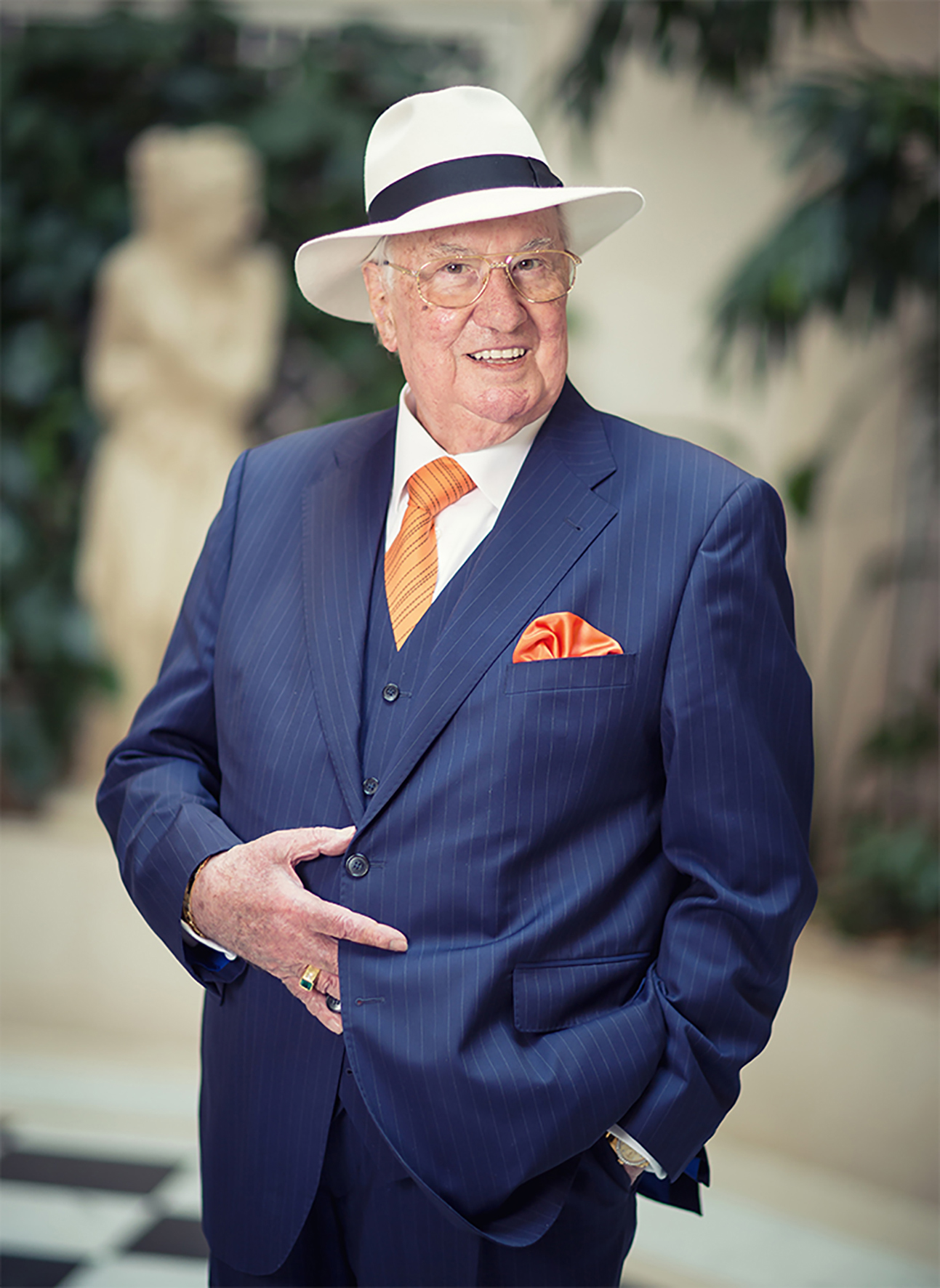
Retrato de Erwin Junker

Erwin Junker (Nordrach, 15 de abril de 1930 – 13 de julho de 2024) foi um fabricante alemão. Foi proprietário e fundador do Grupo Junker.

## Vida e formação
Erwin Junker nasceu em 1930, sendo um dos cinco filhos de Zäzilia e Ludwig Junker, proprietários de uma serraria na comunidade de Nordrach, da região da Floresta Negra (próxima a Offenburg). Após frequentar a escola primária no distrito de Colônia de Nordrach, ele trabalhou na empresa de seus pais durante três anos. Ao invés de assumir o negócio do pai, que seria a ordem tradicional das coisas, optou por uma carreira na construção de máquinas. Em 1947, ele iniciou um aprendizado na empresa Haas e um ano depois mudou para a empresa Prototyp em Zell am Harmersbach, onde concluiu seu período de aprendizado como assistente de mecânico e se tornou supervisor. No departamento de construção de máquinas, Erwin Junker formou aprendizes durante dez anos e, lá, também inventou uma máquina que retifica pontas de brocas de rosca de forma totalmente automática. Ele foi nomeado chefe de departamento e em breve teve a seu cargo o departamento que ele próprio fundou para retificadoras. Ele trabalhou na empresa Prototyp até 1962. Após uma série de desentendimentos com a gerência, ele se demitiu e fundou sua própria empresa.

## Fabricante

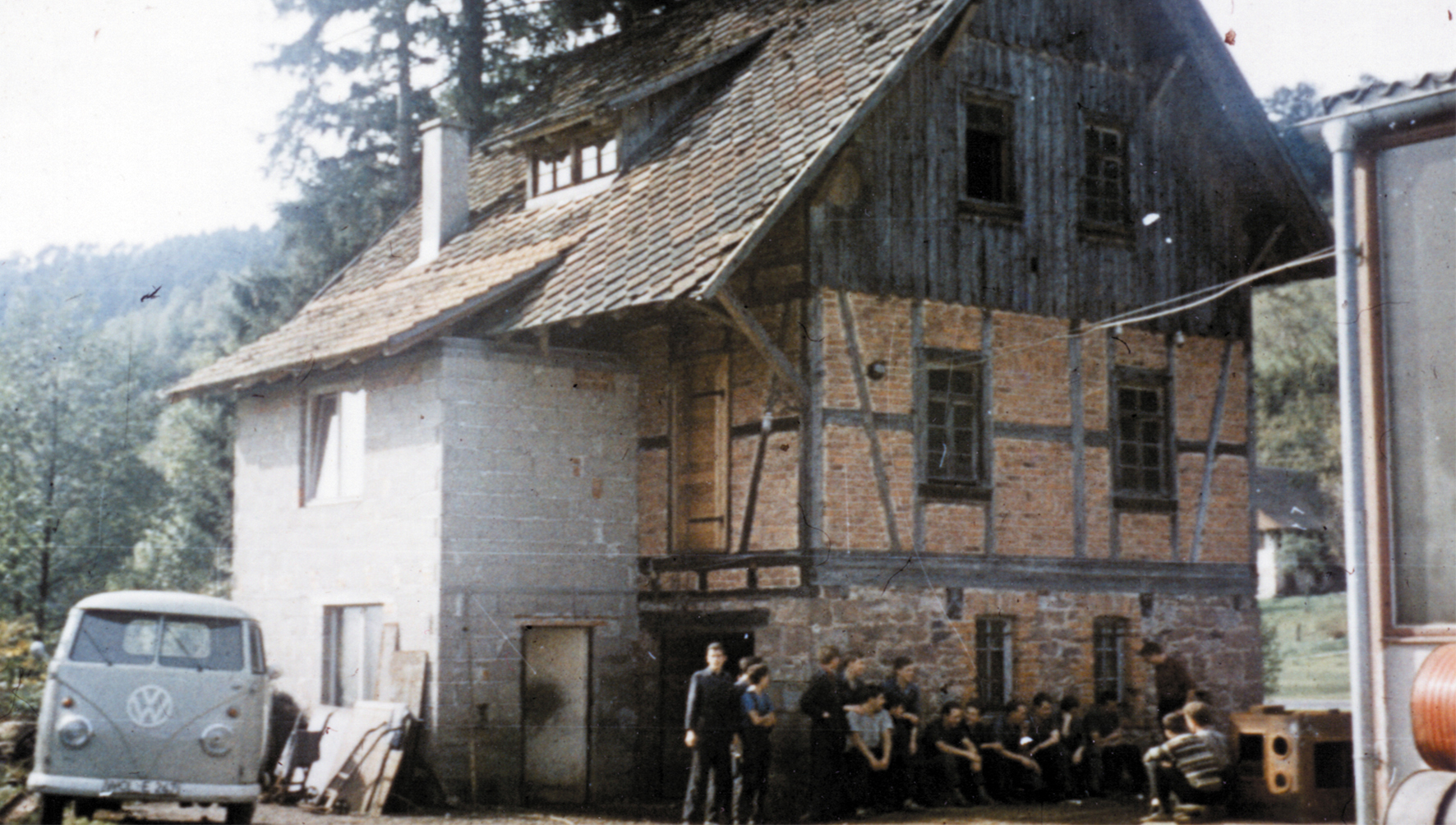
Moinho de farinha em Nordrach

Depois de obter o diploma de mestre de produção aos 28 anos, em 1962 Erwin Junker fundou, com uma caução do pai no valor de 15 000 marcos e um capital próprio economizado de 8 000 marcos, a "Erwin Junker Maschinen- und Apparatebau" em Nordrach. Ele aplicou toda a sua energia na empresa, em alguns momentos trabalhou até vinte horas por dia e passou até 250 dias por ano em viagens de negócios. Nas suas viagens, Erwin Junker estabeleceu muitos contatos que o ajudaram a se expandir para o exterior. Entre outros, com sua empresa, ele foi um dos primeiros a estabelecer relações comerciais com a China e a União Soviética. Nos anos seguintes, as instalações da empresa ao redor do moinho continuaram crescendo continuamente, assim como a expansão ao nível internacional. Em 1992, Erwin Junker decidiu adquirir três empresas fabricantes de retificadoras da República Tcheca. Em 1995, a LTA Lufttechnik GmbH, fabricante de sistemas de filtração, foi integrada ao Grupo Junker. Desde 2015 que a fabricante brasileira de retificadoras ZEMA Zselics Ltda. também pertence ao grupo empresarial. Em agosto de 2016, o empresário constituiu a fundação Fabrikant Erwin Junker Stiftung. Foram assim criadas as condições necessárias para que o Grupo JUNKER não acabasse em mãos alheias e desmembrado, mantendo, ao invés disso, a estrutura atual para poder continuar operando com sucesso no mercado mundial. Em 2018, o Grupo JUNKER conta com mais de 1.500 colaboradores em 14 unidades.

## Inovações

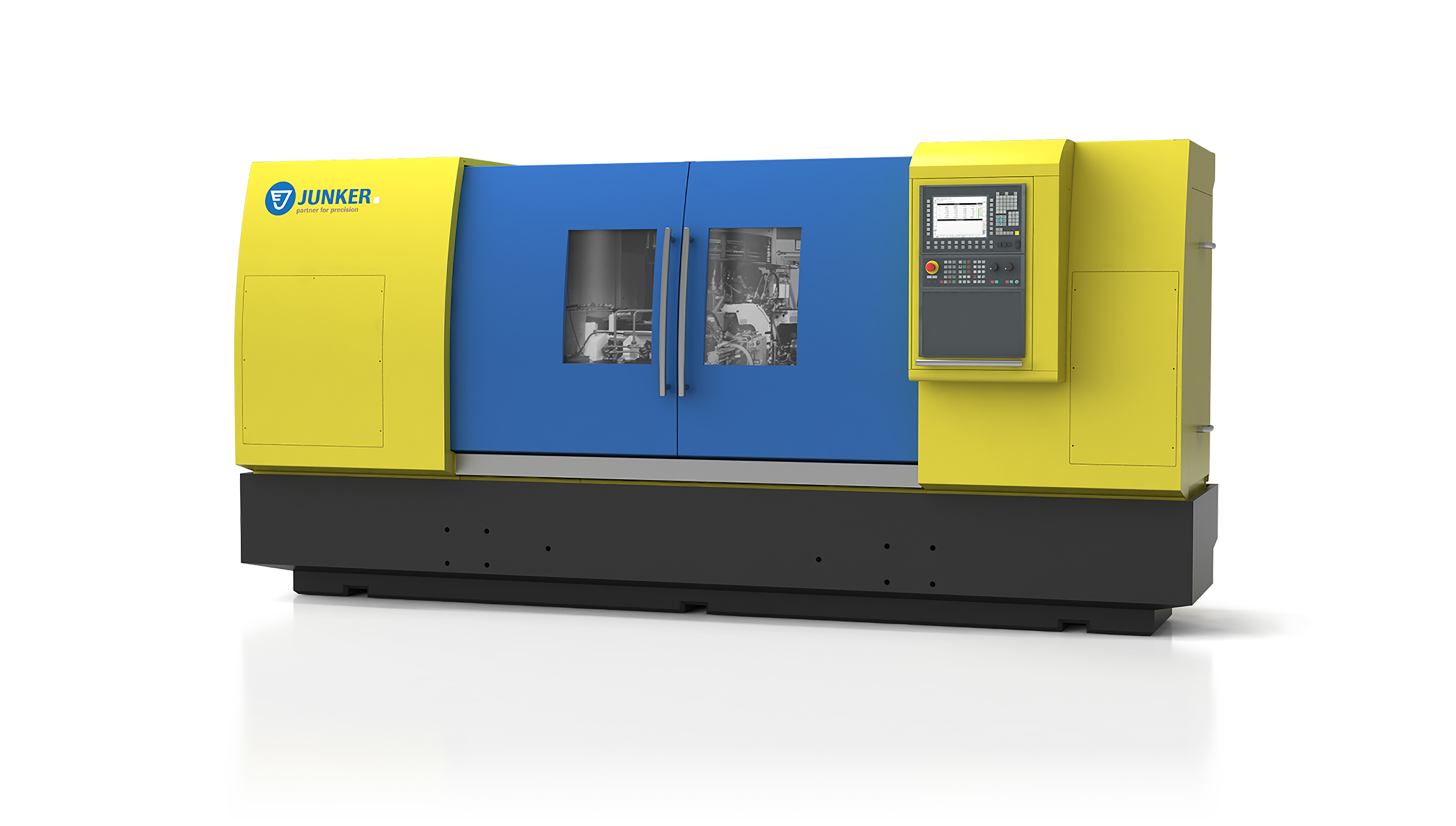
Máquina com Quickpoint

Desde criança que Erwin Junker possui um extraordinário espírito inventivo. Nesse tempo, como não havia peças de reposição na comunidade de Nordrach para o seu gramofone, rapidamente ele mesmo construiu o que precisava. Até 2018, o Grupo Junker solicitou o registro de mais de 80 patentes, entre elas tecnologias pioneiras na indústria de retificação. Além do mais, Erwin Junker recebeu os direitos sobre a tecnologia Quickpoint, inventada em 1984, uma disposição ideal do elemento abrasivo em relação ao eixo da ferramenta. Com a nova retificação de contato pontual era possível realizar todos os contornos possíveis de uma vez e em somente uma fixação. O rebolo de retificação controlado por computador percorre o contorno programado com precisão extrema, processando quase todos os materiais, desde plástico até metal duro.

## Compromisso político, social e cultural
Erwin Junker tem uma ligação muito estreita com sua cidade natal. Com 24 anos, ele assumiu a direção do clube de motocicletas da Horex e, aos 29 anos, estava dirigindo os bombeiros voluntários. Erwin Junker lutou pela conservação e o restauro da igreja local. No ano de 1962, Erwin Junker foi eleito para a câmara municipal, tendo obtido mais votos do que qualquer outro candidato antes dele em Nordrach. Nos dez anos seguintes ele assumiu o cargo de vice-prefeito. Foi ainda eleito pelo Volksbank em Zell para o conselho de supervisão e para o cargo de consultor da associação profissional. Além disso, devido a seus extraordinários méritos, no ano de 1968, Erwin Junker foi nomeado comandante honorário dos bombeiros voluntários em Nordrach. Em 1987, foi concedida a Erwin Junker a Cruz da Ordem do Mérito da República Federal da Alemanha. Porém, ele a devolveu como reação ao seu desapontamento direcionado ao estado de direito alemão. Em 1990, devido aos seus méritos, ele foi nomeado cidadão honorário de Nordrach.

## Compromisso social

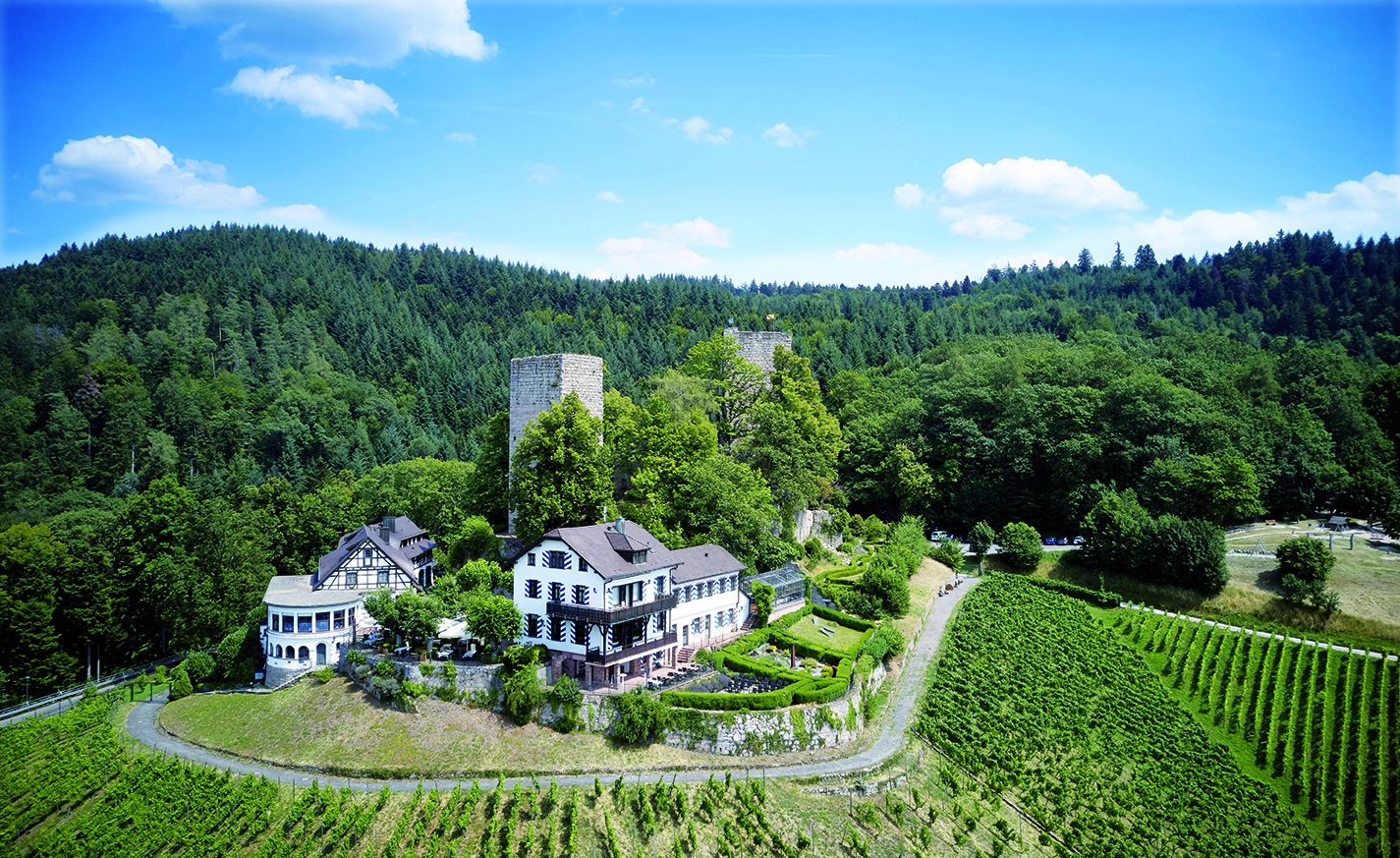
Castelo Windeck

Em 2018, Erwin Junker adquiriu o Castelo Windeck do período romântico tardio, em Bühl/Baden, assegurando assim a conservação desse monumento histórico. Entre seus bens também está a fazenda Finkenzeller Hof em Nordrach

## Outros
O Grupo JUNKER são proprietários de vários helicópteros e aviões para, entre outras coisas, transportar clientes e peças de reposição rapidamente de A para B, e para tornar mais rápida a sua circulação entre as fábricas na República Tcheca e na Alemanha.

## Família
Erwin Junker foi casado com Marlies Junker (nome de solteira Marlies Nennker, *1942) desde 1997. Ele teve uma filha, Ingeborg Junker (*1959) e um filho, Manfred Junker (*1960), ambos do seu primeiro casamento.
Junker morreu no dia 13 de julho de 2024, aos 94 anos.

## Publicações
- Erwin Junker: O Fabricante. Minha Biografia. Books on Demand, Norderstedt 2018, ISBN 978-3-7528-7994-0